# Fabri Gergely
Fabri Gergely, névváltozatok: Fábri, Fábry (Hrussó, 1718. március 6. – Eperjes, 1779. április 4.) a Tiszai evangélikus egyházkerület püspöke 1774-től haláláig.

## Élete
Fabri Péter földműves és Stephanides Katalin fia volt. Osgyánban és Késmárkon tanult ifjabb Buchholtz György és Sartori János alatt; azután az utóbbi helyen 1742 márciusától a gimnázium subrectora és 1744-től a jénai egyetem hallgatója volt, hol 1747. november 23.-án Kaltschmied Károly Frigyes palotagróf által borostyánkoszorúval császári költővé (poeta laureatus) avattatott föl. Azután meglátogatta a lipcsei, wittenbergi, hallei és erlangeni egyetemeket; utóbbi helyen egy egész évet töltött el. Innét 1748-ban Ansbachon, Nürnbergen, Altdorfon, Regensburgon és Bécsen keresztül hazájába vissza utazott és 1749-ben az eperjesi evangélikus kollégium rektora lett; ezen hivatalában 18 évig működött és különösen a mennyiségtant, költészetet és ékesszóllást adta elő; azután ugyanott szlovák lelkész volt. 1774. augusztus 3.-án tisza-kerületi püspökké választották.

## Munkái
- Animum acceptorum beneficiorum memorem, ad pedes, universorum gratiosissimorum dominorum; fautorum ac maecenatum suorum, cum Kesmarkino, patriae potius, quam hospitii nomine carissimo, summo cum dolore, fatis tamen sicferentibus, non suae voluntati, sed divinae parendo vocationi, exire nescius, discederet, tamquam aeternae observantiae, perpetuoque duraturae pietatis obsidem, religiosissime, nunquam receptorus, deposuit… Hely n., 1744.
- Viro spectabili magnifico, ac perill. D. Georgio Radvánszky, Haered. Domino in Radván… dignitatem Consiliarii Aulici S. Reg. Hung. et Bohem. Maiestatis, tanquam eximium fidei, insigniumque virtutum proemium A. 1744. obtentum, testandae pietatis, et observantiae causa mente demisissima gratulatur. Jenae.
- Cantata, qua Generosissimo ac Doctissimo Domino Stephano I. Szirmay de Szirma… cum sacram nomini suo diem, feria nati Servatoria secunda A. 1744. in illustri Salana Academia laetis auspiciis celebraret, observantiam, ac potius pietatem suam declarare voluit. Jenae.
- Colloquium acerbum, allato Jenam nuncio, super obitu praematuro, moeroreque communi pleno, viri Perill. ac. Gen. D. Davidis Goldbergeri….. institutum, inter Martinum Sontag, adflictae domui propinquum, et Gr. Fabri S. Theol. Cultorem. Jenae, 1746.
- Actus disputationum publicarum V. quo praeside M. Basil. Christiano Wideburg F. F. Phil. Adiuncto V. Theses mathematicas die XIX. Aug. 1747. publice defendet. Jenae.
- Justa suprema Viro iuveni… dno Georgio Fischero… cum in illustri propter Salam Prytaneo calendis Martiis 1748. praematura morte eruptus, VI. ejusdem mensis die efferretur, in templo academico… publice solata. Jenae.
- Considerationes rei scholasticae ad publicum juventutis patriae emolumentum in melius vertendae. Viennae, 1773.
- Když wisoce urozený a Slawny Czerneckého a Kamenického zámku urecity pán, pán Dessewffi Tamass. Hely n., 1773. (D. Tamás halálára irt versek.)
- Aurea Isocratis oratio bene ac prudenter instituendae vitae rationes complexa. Eperjes, 1775.
- Vprime napomenutj ewangelickych krzestanuw k pilnému coykonawánj Dobrych Skutkuw… 1776. (Őszinte megintése a keresztényeknek, hogy a jó cselekedeteket szorgalmatosan gyakorolják és kötelességeiket teljesítsék.)

Albuma, melybe külföldi útja (1744) közben, barátaitól emlékversek és mondatok vannak bejegyezve és kézirata:
Scholae aug. ev. Eperiensis Rectorio Homiletica Sacra per Michalecz consignata. Modrae 1767.
Még több kéziratot is hagyott hátra, melyekről Hörk idézett munkájában emlékezik meg.